# Jaguar Mark IV
La Mark IV (pronunciata Mark Four) era una berlina prodotta dalla Jaguar tra il 1945 e il 1949. Fu il rilancio di un modello che risaliva a prima della seconda guerra mondiale prodotto dalla SS Cars Ltd a partire dal 1936.
Prima della seconda guerra mondiale il nome Jaguar era un nome che identificava tutti i modelli prodotti dalla SS Cars Ltd. Le berline venivano chiamate SS Jaguar 1½ litre, 2½ litre or 3½ litre. Le vetture sportive a due posti erano denominate SS Jaguar 100 2½ Litre or 3½ Litre.
Dopo la guerra il nome della società verrà cambiato in Jaguar Cars Ltd. Sebbene le berline prodotte dopo la guerra fossero identificate ufficialmente come Jaguar 1½ Litre, 2½ Litre, etc., il termine Mark IV veniva, qualche volta, utilizzato retrospettivamente per differenziarla commercialmente dalla Mark V. Tutte le vetture erano costruite con telaio separato dalla carrozzeria e con sospensioni anteriori e posteriori a barre semiellittiche.

## Versioni

### Jaguar Mk IV 1½ Litre
Il modello più piccolo aveva il motore Standard da 1.608 cm³ a valvole laterali che dal 1938 fu sostituito con la versione da 1.776 cm³ con albero a camme in testa. La vettura venne anche dotata di cambio manuale a quattro marce.
La vettura del periodo precedente alla guerra era disponibile con carrozzeria berlina o coupé drophead. Dopo la fine del conflitto la Mark IV era disponibile solo con carrozzeria berlina. Dal 1938 tutte le carrozzerie venivano costruite con il metodo tradizionale di acciaio su legno mentre dopo la guerra le carrozzerie venivano realizzate completamente in acciaio.
Le prestazioni non erano importanti su questa tipologia di vetture anche se era possibile raggiungere una velocità di 110 km/h. L'abitacolo della vettura aveva le stesse dimensioni e lo stesso livello di finitura delle altre vetture Jaguar con motori più grandi. Venne montato anche il sistema frenante ad azionamento meccanico Girling.
Nonostante la mancanza di prestazioni rilevanti una recensione del periodo che metteva a confronto la 4 cilindri  1½-Litre con la 6 cilindri affermava che la vettura più piccola era come spesso accade ... una vettura molto più gradevole e con una capacità di viaggiare negli anni '60.

### Jaguar Mk IV 2½ Litre
Ancora una volta il motore fu realizzato a partire dallo Standard ma con le testate dei cilindri lavorate in modo da fornire una potenza di 105 hp. A differenza della 1½ Litre vennero prodotti anche alcuni esemplari con carrozzeria scoperta.
Il telaio aveva in origine una lunghezza di 3.022 mm che fu però aumentata di 26 mm nel 1938 arrivando così a 3.048 mm. La lunghezza superiore rispetto alla 1½ Litre venne utilizzata per montare il motore sei cilindri mentre la sistemazione dei passeggeri restò delle stesse dimensioni.

### Jaguar Mk IV 3½ Litre
La  3½ Litre venne presentata nel 1938 ed aveva essenzialmente la stessa carrozzeria e lo stesso telaio della 2½ Litre ma con motore da 125 hp che permetteva di raggiungere migliori prestazioni, anche se causava un consumo maggiore. Il rapporto finale della trasmissione era di 4.25:1 a differenza di quello da 4.5:1 della 2½ Litre.